# Бранко Војновић
Бранко Војновић (Београд, 7. децембар 1926 — Београд, 27. новембар 1990) био је српски позоришни, телевизијски и филмски глумац.

## Филмографија
| Год.     | Назив                     | Улога                     |
| -------- | ------------------------- | ------------------------- |
| 1940.-те |                           |                           |
| 1948.    | Бесмртна младост          |                           |
| 1949.    | Барба Жване               | Командант                 |
| 1950.-те |                           |                           |
| 1950.    | Језеро                    |                           |
| 1960.-те |                           |                           |
| 1962.    | Саша                      | Капетан са повезом на оку |
| 1962.    | Одабрани                  | Будући студент глуме      |
| 1980.-те |                           |                           |
| 1984.    | Др                        | Сима-сведок               |
| 1986.    | Неозбиљни Бранислав Нушић | глумац Јованча Мићић      |